# هاري غارلاند
هاري غارلاند (بالإنجليزية: Harry Garland)‏ هو مهندس وعالم حاسوب أمريكي، ولد في 1947 في ديترويت في الولايات المتحدة.